# On My Way to Church
É o álbum de estúdio de estréia do rapper estadunidense Jim Jones. O álbum foi lançado em 24 de agosto de 2004, por Diplomat Records e Koch Records. O álbum estreou no número 18 na Billboard 200, com 44.000 cópias vendidas na primeira semana.[carece de fontes?]

## Lista de músicas
| N.º | Título                                                             | Producer(s)               | Duração |  |
| 1.  | "On My Way to Church (Intro)"                                      | Hand 2 Hand Entertainment | 1:40    |  |
| 2.  | "Capo Status (1st Take)"                                           | Boola                     | 1:01    |  |
| 3.  | "Only One Way Up" (featuring Cam'ron & Juelz Santana)              | Versitile Productions     | 4:06    |  |
| 4.  | "This Is Jim Jones" (featuring Cam'ron)                            | The Heatmakerz            | 3:57    |  |
| 5.  | "Let's Ride" (featuring J. R. Writer)                              | Jimmy Jones, Shottie      | 4:05    |  |
| 6.  | "Certified Gangstas" (featuring Cam'ron & Bezel)                   | Bang                      | 4:03    |  |
| 7.  | "Jamaican Joint" (featuring Cam'ron & Juelz Santana)               | The Heatmakerz            | 4:09    |  |
| 8.  | "End of the Road" (featuring Bun B & T.I.)                         | The Heatmakerz            | 4:16    |  |
| 9.  | "Shotgun Fire"                                                     | Jimmy Jones, Music Mystro | 3:57    |  |
| 10. | "Capo Status (2nd Take)"                                           | Boola                     | 1:16    |  |
| 11. | "Lovely Daze / Memory Lane"                                        | Chad Hamilton             | 5:43    |  |
| 12. | "Spanish Fly" (featuring Chico De Barge)                           | Blackout Muzik            | 3:29    |  |
| 13. | "Livin Life as a Ridah" (featuring Denise Weeks)                   | Blackout Muzik            | 3:47    |  |
| 14. | "Twin Towers" (featuring Bizzy Bone)                               | Chad Hamilton             | 3:31    |  |
| 15. | "When Thugs Die"                                                   | T&J Sidekicks             | 3:28    |  |
| 16. | "This Is Gangsta" (featuring Bezel & Juelz Santana)                | Shottie                   | 4:52    |  |
| 17. | "Crunk Muzik" (featuring Cam'ron & Juelz Santana)                  | Blackout Muzik            | 4:15    |  |
| 18. | "Bend n Stretch"                                                   | Blackout Muzik            | 3:42    |  |
| 19. | "Talking to the World"                                             | DJ S&S                    | 3:41    |  |
| 20. | "Capo Status Final Take"                                           | Boola                     | 1:33    |  |
| 21. | "On My Way to Church (Outro)" (featuring Benjamin Chavis Muhammad) | Hand 2 Hand Entertainment | 1:31    |  |

## Desempenho nas Paradas
| Chart (2004)                            | Peak position |
| --------------------------------------- | ------------- |
| Estados Unidos (Billboard 200)          | 18            |
| Estados Unidos (Top R&B/Hip Hop Albums) | 4             |